# ويليام فريث
ويليام فريث هو سياسي أسترالي، ولد في 11 يونيو 1883 في St Leonards, New South Wales ‏ في أستراليا، وتوفي في 14 يونيو 1960 في Neutral Bay ‏ في أستراليا. نشط حزبياً في New South Wales National Party ‏. وقد انتخب عضو الجمعية التشريعية لنيو ساوث ويلز ‏.